# Hydropogonella
Hydropogonella, monotipski rod pravih mahovina smješten u vlastitu porodicu Hydropogonellaceae. Jedina vrsta je izuzetno rijetka vrsta H. gymnostoma, poznata kao „kraljica mahovina” (queen moss), a porijeklom je iz Brazila kod Manausa.

## Opis
Hydropogonella gymnostoma razvija nježne, mekane, nepravilno razgranate stabljike sa svježe zelenim listovima koji oblikom podsjećaju na lopaticu propelera. Ova vodena mahovina raste grmoliko s više ili manje uzdignutim stabljikama. 
“Kraljičina mahovina” je jedna od rijetkih akvarijskih mahovina iz tropske Amerike. Prvi put je predstavljena kao "Amblystegiaceae sp. Manaus", a kasnije je japanski stručnjak za mahovinu definirao kao Hydropogonella gymnostoma. To je pravi vodeni briofit koji kolonizira svoje prirodno područje - Srednju i Južnu Ameriku - podloge u vodama kao što su debla i kamenje. Do sada je kraljica mahovina prilično rijetka u akvarijskom hobiju.